# Sònia Mestre i Nadal
Sònia Mestre Nadal (Barcelona, 1973) és una portera de waterpolo catalana, ja retirada.
Formada al Club Esportiu Mediterrani, va guanyar cinc Campionats de Catalunya i cinc lligues espanyoles. Internacional amb la selecció espanyola de waterpolo en setze ocasions, va participar al Campionat d'Europa de 1995. Després de la seva retirada esportiva, treballà com a emprenedora educativa.

## Palmarès
- 5 Lligues espanyoles de waterpolo femenina: 1991-92, 1992-93, 1993-94, 1994-95, 1995-96
- 5 Lligues catalanes de waterpolo femenina: 1991-92. 1992-93, 1993-94, 1994-95, 1995-96